# Joseph Laniel
Joseph Henri Eugène Laniel (Vimoutiers, 12 de outubro de 1889 - Paris, 8 de abril de 1975) foi um político francês.
Ocupou o cargo de Presidente do Conselho de Ministros da França (equivalente, na época, a Primeiro-ministro), entre 27 de junho de 1953 e 18 de junho de 1954.